# خرمای ربی
خرمای ربی یکی از معروف‌ترین خرماهای استان سیستان و بلوچستان است. می‌توان گفت خرمای ربی خاص این استان است و در چندین شهر کشت می‌شود و در سازمان جهانی مالکیت فکری (wipo) این خرما را با نام این استان ثبت نموده‌اند. از جمله: چابهار، سراوان، ایرانشهر، زابل، خاش، دلگان و هودیان. از نظر کیفیت بهترین نوع خرمای ربی در منطقه دامن کشت می‌شود و مرغوبیت بالایی دارد. خرمای ربی به علت رطوبت پایین، خرمایی با ماندگاری بالا محسوب می‌شود و این امر باعث شده در بحث نگهداری با مشکلاتی همچون نیاز به سردخانه مواجه نباشد.
برداشت آن در اواسط شهریورماه انجام می‌شود و تا مهرماه ادامه دارد.
خرمای ربی در میان تمام خرماهای ایرانی یکی از زودرس‌ترین خرماها است و شیرینی آن در مقایسه با خرما مضافتی کمتر است و برای کسانی مناسب است که خرما را با شیرینی متوسط می‌پسندند.
خرمای ربی در دنیا با نام خرمای پاکستانی شناخته می‌شود به این دلیل که درصد زیادی از این خرما به پاکستان ارسال می‌شود و از آنجا صادرات زیادی صورت می‌گیرد. در حالی که برداشت آن منحصراً در ایران است.

## ارزش غذایی
خرمای ربی سرشار از مواد معدنی، آهن و مواد مغذی بسیار است. فیبر موجود در آن برای تنظیم دستگاه گوارش مفید و از یبوست جلوگیری می‌کند. مملو از آنتی‌اکسیدان است که به تنظیم فشارخون و کنترل استرس کمک کرده و از گرفتگی عروق جلوگیری می‌کند، دارای قندهای طبیعی مانند لاکتوز، فروکتوز و گلوکز کم است و همچنین به دلیل داشتن مواد معدنی مانند منیزیم کلسیم، منگنز و سلنیوم برای سلامت استخوان مفید است.
ماهیت ظاهری آن
این خرما دارای میوه بزرگ و کشیده، همراه با گوشت می‌باشد، رنگ بنفش متمایل به مشکی، پوست براق، شفاف و نازک از دیگر خصوصیات ظاهری خرمای ربی می‌باشد. به علت چسبیده بودن گوشت به پوست این خرما به راحتی قابل شستشو می‌باشد.
خواص
رطوبت پایین و ماندگاری بالا از ویژگی‌های خاص این خرما می‌باشد. این خرما فیبر بسیار بالایی دارد به همین خاطر برای ورزشکاران و افرادی که رژیم غذایی کاهش وزن دارند مناسب است. ربی در دمای اتاق به مدت ۱۲ تا ۱۸ ماه ماندگاری دارد و سالم می‌ماند.